# Muhammed X de Granada
Abû `Abd Allâh “al-'Ahnaf” Muhammad X ben `Uthmân, en árabe: abū ʿabd allāh “al-ʾaḥnaf” muḥammad ben ʿuṯmān أبو عبد الله "الأحنف" محمد بن عثمان‎, apodado Al-'Ahnaf, en árabe: ʾaḥnaf, أحنف‎, o El Cojo (1415-1454) fue el decimoséptimo emir nazarí de Granada. Sobrino de Muhámmed IX el Zurdo, le sucedió en 1445, pero fue depuesto pocos meses después por Yúsuf V. Vuelve al trono al año siguiente para ser derrocado de nuevo, esta vez por su tío Muhammed IX.
Este período en la historia del emirato de Granada es especialmente confuso, y existe muy poca documentación sobre Muhámmed El Cojo. Algunos historiadores incluso dudan de su existencia, y sitúan directamente a Yusuf V como sucesor del Zurdo, después del cual habría reinado un hipotético sultán Ismaíl III antes del regreso definitivo de Muhammed IX.

## Biografía
La guerra civil entre los dos clanes rivales, Bannigas y Abencerrajes resultó en que estos últimos apoyaron a Muhammed IX que había perdido el trono en 1419 por primera vez, y fue destituido dos veces más por los candidatos apoyados por los Bannigas en 1427 y 1431. 
Muhammed X era el lugarteniente de Muhámmed IX, dirigió las tropas nazaríes que fueron derrotadas por Juan II de Castilla en la batalla de La Higueruela. Finalmente ayudó a su tío a destronar a Yusuf IV favoreciendo la entrada en la capital.

### Primer reinado
Como recompensa por sus ayudas le fue concedido el gobierno de Almería, desde donde dirigió la rebelión contra su tío Muhammed IX. Derrotado este, abdicó en su sobrino lo que le permitió salvar la vida. El primer reinado de Muhammed X tuvo lugar entre enero y junio de 1445. La falta de apoyos por parte de los Abencerrajes tuvo como resultado su destitución en favor de Yúsuf V.

### Interregno
Bajo la presión de los Abencerrajes y con el apoyo de Castilla, Muhammed X debe dejar el trono a Abû al-Hajjâj Yûsuf, que toma el nombre de Yusuf V, quien reina sólo seis meses, hasta enero de 1446. 

### Segundo reinado
La pérdida del apoyo castellano a Yúsuf V derivó en su asesinato y en la restitución de Muhammed X. Su segundo reinado se caracterizó por la guerra contra Castilla para recuperar las plazas perdidas en la región oriental del reino, restituyendo la frontera con Murcia a su trazado original.
A comienzos de 1447, Muhammed IX retoma el poder por cuarta vez, y hace ejecutar a Muhammed X.